# South Eastern (Malta)

Lage in Malta

South Eastern ist ein Distrikt der Republik Malta. 
- Fläche: 49,71 km²
- Einwohner: 55.695 (31. Dezember 2004)
- Bevölkerungsdichte: 1.120 E./km²

## Gemeinden
| Gemeinde         | Einwohner (31. Dez. 2004) |
| Reġjun Nofsinhar | Reġjun Nofsinhar          |
| ---------------- | ------------------------- |
| Birżebbuġa       | 8.069                     |
| Għaxaq           | 4.499                     |
| Gudja            | 3.073                     |
| Kirkop           | 2.173                     |
| Mqabba           | 2.924                     |
| Qrendi           | 2.537                     |
| Safi             | 1.911                     |
| Żurrieq          | 9.369                     |
| Reġjun Xlokk     |                           |
| Marsaskala       | 6.214                     |
| Marsaxlokk       | 3.094                     |
| Żejtun           | 11.832                    |